# ماریا-لنا میککلا
ماریا-لنا میککلا (انگلیسی: Marja-Leena Mikkola؛ زادهٔ ۱۸ مارس ۱۹۳۹) مؤلف (پدیدآور)، سیاستمدار، شاعر، نویسنده، و فیلم‌نامه‌نویس اهل فنلاند است.
وی همچنین برندهٔ جوایزی همچون جایزه اینو لینو شده‌است.